# 埃梅维莱尔
埃梅维莱尔（法語：Hémévillers）是法国瓦兹省的一个市镇，属于贡比涅区（Compiègne）埃斯特雷埃圣德尼县（Estrées-Saint-Denis）。该市镇总面积6.93平方公里，2009年时的人口为418人。

## 人口
埃梅维莱尔人口变化图示